# Месіонерські партії
Месіонерські партії — термін, який застосовують до одиничних тоталітарних партій. Стосується він як правлячих комуністичних і фашистських партій, так і націонал-демократичних партій, діяльність яких пов'язана з виконанням певної «історичної» місії. Місією комуністичних партій є створення соціально однорідного суспільства — комунізму, фашистських — расово чистого суспільства — третього рейху. Реальною місією націонал-демократичних партій було керівництво боротьбою за визволення від колоніального гніту, і це завдання, яке практично об'єднувало все населення, виправдовувало існування однопартійної системи. Але й після ліквідації колоніального режиму вони часто, (незалежно від своєї політичної орієнтації) добиваються збереження власної ролі єдиної партії в державі, мотивуючи це загрозою втрати незалежності.